# Passiflora morifolia
Passiflora morifolia Mast. – gatunek rośliny z rodziny męczennicowatych (Passifloraceae Juss. ex Kunth in Humb.). Występuje naturalnie na obszarze od Meksyku aż po północną Argentynę, Paragwaj i Brazylię (w stanach Mato Grosso, Minas Gerais, São Paulo, Paraná, Rio Grande do Sul oraz Santa Catarina). 

## Morfologia
PokrójZdrewniałe, trwałe, owłosione liany.
LiściePotrójnie klapowane. Mają 4–11 cm długości oraz 5–15 cm szerokości. Całobrzegie, z ostrym wierzchołkiem. Ogonek liściowy jest owłosiony. Przylistki są owalne o długości 6 mm.
KwiatyPojedyncze lub zebrane w pary. Działki kielicha są liniowo podłużne, białe, mają 8 cm długości. Płatki są liniowo lancetowate, białe. Przykoronek ułożony jest w jednym rzędzie, biały, ma 5–6 mm długości.
OwoceSą kulistego kształtu. Mają 2 cm średnicy.